# Clara Basiana
Clara Basiana, född den 23 januari 1991 i Barcelona, Spanien, är en spansk konstsimmare.
Hon tog OS-brons i lagtävlingen i konstsim i samband med de olympiska konstsimstävlingarna 2012 i London.